# Thoosa amphiasterina
Thoosa amphiasterina är en svampdjursart som beskrevs av Topsent 1920. Thoosa amphiasterina ingår i släktet Thoosa och familjen borrsvampar.
Artens utbredningsområde är havet kring Franska Polynesien. Inga underarter finns listade i Catalogue of Life.